# يوجين إنجلاند
يوجين إنجلاند (بالإنجليزية: Eugene England)‏ هو مؤرخ وبروفيسور أمريكي، ولد في 22 يوليو 1933 في لوغان في الولايات المتحدة، وتوفي في 17 أغسطس 2001.